# Tucanet bectacat
El tucanet bectacat (Selenidera maculirostris) és una espècie d'ocell membre del gènere Selenidera de la família del ramfàstids present a diverses zones de selva tropical i subtropical de Sud-amèrica. És una au autòctona de Bolívia, el Paraguai, Brasil i el nord de l'Argentina, que no supera els 33 cm de longitud.